# Eleição municipal de Sorocaba em 2004
A Eleição municipal da cidade brasileira de Sorocaba ocorreu no dia 3 de outubro de 2004 para a eleição de um prefeito, um vice-prefeito e de 20 vereadores para a administração da cidade.
Como nenhum dos candidatos atingiram 50+1% houve segundo turno em 31 de outubro do mesmo ano entre Vitor Lippi (PSDB) e Crespo (PFL), vencendo a disputa eleitoral Vitor Lippi e seu vice, governando a cidade pelo período de 1º de janeiro de 2005 a 31 de dezembro de 2008.

## Candidatos
|  | Nº | Candidato                  | Partido | Vice                                   | Coligação                                                             |
|  | -- | -------------------------- | ------- | -------------------------------------- | --------------------------------------------------------------------- |
|  | 13 | Gabriel César Bitencourt   | PT      | Paulo Fernando Coelho Fleury           | Nosso Destino em Nossas Mãos (PT, PTB, PMN, PC do B)                  |
|  | 16 | Gilberto Antunes Barros    | PSTU    | Valter Garcia Chanes Junior            | Sem coligação                                                         |
|  | 23 | Fernando Silva Chaves Neto | PPS     | Ruth Pereira de Oliveira Ferreira      | O Futuro é Agora (PPS, PSB, PRP)                                      |
|  | 25 | Crespo                     | PFL     | Francisco Pagliato Neto, Kiko Pagliato | Sorocaba Cada Vez Melhor (PMDB, PSC, PFL, PSDC, PRTB, PHS, PV, PRONA) |
|  | 45 | Vitor Lippi                | PSDB    | Geraldo de Moura Caiuby                | Sorocaba do Amanhã (PP, PDT, PSL, PL, PTC, PSDB)                      |

### Impugnação de Luiz Leite
O Presidente do Partido da Social Democracia Brasileira de Sorocaba, Luiz Leite foi o candidato a prefeito do partido, tendo Vitor Lippi como vice-prefeito, entretanto em agosto de 2004 o Tribunal Regional Eleitoral de São Paulo cassou, por 5 votos a 1, o registro da candidatura de Luiz Leite à prefeitura de Sorocaba. A decisão foi baseada no artigo 77 da Lei nº 9.504/97, que proíbe "aos candidatos a cargos do Poder Executivo participar, nos três meses que precedem o pleito, de inaugurações de obras públicas". No dia 6 de julho, Luiz Leite compareceu à inauguração da Escola Municipal Basílio da Costa Daemon.

### Acusações a Crespo
No dia 24 de outubro de 2004 policiais federais prenderam em flagrante o técnico em telefonia Marcos Fernando Magro, além de Marcelo Athié. Ambos foram acusados de grampear a linha telefônica do candidato Vitor Lippi (PSDB). Segundo a polícia Athié comprava as fitas que Magro gravava por R$ 200 e as revendia para o assessor político Marcelo Roberto Moreira, do candidato de José Caldini Crespo (PFL). Além deles, também foram detidos Moreira e João César Querino, que acompanhava o assessor no momento do flagrante. A polícia também apreendeu 6 fitas cassetes. No entanto a polícia federal não conseguiu provas suficientes que confirmassem o envolvimento de Crespo.
A Polícia Civil investigou um suposto atentado contra um escritório político de Caldini Crespo ocorrido também em outubro de 2004. Ao menos seis tiros foram disparados contra o imóvel, localizado no Jardim Paulistano. Dois assessores de Crespo e um vigia estavam no local, mas ninguém se feriu.

## Resultados

### Prefeito
| Candidato(a)            | Vice                    | 1º Turno 3 de outubro de 2004 | 1º Turno 3 de outubro de 2004 | 2º Turno 31 de outubro de 2004 | 2º Turno 31 de outubro de 2004 |
| Candidato(a)            | Vice                    | Votação                       | Votação                       | Votação                        | Votação                        |
| Candidato(a)            | Vice                    | Total                         | Porcentagem                   | Total                          | Porcentagem                    |
| ----------------------- | ----------------------- | ----------------------------- | ----------------------------- | ------------------------------ | ------------------------------ |
| Vitor Lippi (PSDB)      | Geraldo Caiuby (PSDB)   | 130.874                       | 45,66%                        | 167.856                        | 62,43%                         |
| Crespo (PFL)            | Kiko Pagliato (PFL)     | 77.327                        | 26,98%                        | 100.998                        | 37,57%                         |
| Gabriel Bitencourt (PT) | Paulo Fleury (PT)       | 64.153                        | 22,38%                        | Não participaram               | Não participaram               |
| Chaves Neto (PPS)       | Ruth Ferreira (PPS)     | 11.916                        | 4,16%                         | Não participaram               | Não participaram               |
| Gilberto Barros (PSTU)  | Valter Chanes (PSTU)    | 2.363                         | 0,82%                         | Não participaram               | Não participaram               |
| Total de votos válidos  | Total de votos válidos  | 286.633                       | 100,00%                       | 268.854                        | 100,00%                        |
| Votos apurados          |                         |                               |                               |                                |                                |
| Votos válidos           | Votos válidos           | 286.633                       | 93,53%                        | 268.854                        | 90,90%                         |
| Votos em branco         | Votos em branco         | 6.173                         | 2,01%                         | 6.918                          | 2,34%                          |
| Votos nulos             | Votos nulos             | 13.664                        | 4,46%                         | 19.994                         | 6,76%                          |
| Total de votos apurados | Total de votos apurados | 306.470                       | 100,00%                       | 295.766                        | 100,00%                        |
| Eleitores               |                         |                               |                               |                                |                                |
| Comparecimento          | Comparecimento          | 306.470                       | 87,94%                        | 295.766                        | 84,87%                         |
| Abstenções              | Abstenções              | 42.013                        | 12,06%                        | 52.717                         | 15,13%                         |
| Total de eleitores      | Total de eleitores      | 348.483                       | 100,00%                       | 348.483                        | 100,00%                        |

### Vereadores eleitos
| Candidato(a)            | Partido | Coligação | Votação | Votação     |
| Candidato(a)            | Partido | Coligação | Votos   | Porcentagem |
| ----------------------- | ------- | --------- | ------- | ----------- |
| Raul Marcelo            | PT      | PT/PCdoB  | 6.165   | 2,19%       |
| Irineu Toledo           | PL      | PL/PSL    | 4.878   | 1,73%       |
| Marinho Marte           | PFL     | PFL       | 4.666   | 1,73%       |
| Engº Martinez           | PSDB    | PSDB      | 4.428   | 1,57%       |
| Waldomiro de Freitas    | PFL     | PFL       | 4.422   | 1,57%       |
| João Donizeti Silvestre | PSDB    | PSDB      | 4.254   | 1,51%       |
| Yabiku                  | PSDB    | PSDB      | 4.062   | 1,44%       |
| Paulo Francisco Mendes  | PFL     | PFL       | 3.676   | 1,31%       |
| Jessé Loures            | PV      | PV        | 3.600   | 1,28%       |
| Moacir Luis             | PSDB    | PSDB      | 3.497   | 1,24%       |
| Arnô Pereira            | PT      | PT        | 3.443   | 1,22%       |
| Pra. Neusa Maldonado    | PDT     | PDT       | 3.440   | 1,22%       |
| Cantor Julio Cezar      | PDT     | PDT       | 3.303   | 1,17%       |
| Carlos Cezar            | PMDB    | PMDB      | 3.206   | 1,14%       |
| Hélio Godoy             | PSDB    | PSDB      | 3.043   | 1,08%       |
| Tânia Baccelli          | PT      | PT        | 2.720   | 0,97%       |
| Francisco França        | PT      | PT        | 2.653   | 0,94%       |
| Cláudio do Sorocaba I   | PL      | PL        | 2.623   | 0,93%       |
| Rodoviário Perotti      | PV      | PV        | 2.568   | 0,91%       |
| Ditão                   | PPS     | PPS       | 2.394   | 0,85%       |

O então vereador Antônio Carlos Silvano (PFL), que havia sido reeleito em 2000 com 3.459 votos, não conseguiu se reeleger nesta eleição, onde obteve 3.287 votos. Carlinhos da Farmácia (PSDB) havia sido reeleito em 2000 com 3.326 não conseguiu se reeleger nesta eleição, onde obteve 2.905 votos. Antônio Rodrigues Filho, o Mixirica (PSDB) havia sido reeleito para o segundo mandato em 2000 com 2.107 votos, não conseguiu se reeleger em 2004, com 1.987 votos. João Andrade havia sido reeleito para o quarto mandato em 2000 com 1.907 votos, porém não conseguiu se reeleger em 2004, onde recebeu 1.610 votos.
Já a vereadora Cintia de Almeida (PDT), que havia sido eleita para o primeiro mandato em 2000, com 2.459 votos não conseguiu se reeleger nesta eleição, onde recebeu 1.980 votos. Dr. João Guilherme (PMDB) também havia sido eleito para o primeiro mandato em 2000, com 2.182 votos, recebendo 1.648 votos em 2004, número insuficiente para a reeleição. Oswaldo Duarte Filho (PMDB), reeleito para o sexto mandato em 2000, não concorreu a reeleição em 2004. O estreante Luiz Carlos do Nascimento, o Kaká (PMDB) foi eleito em 2000 com 1.761 votos e em 2004 recebeu apenas 235 votos, número insuficiente para a reeleição.
Em 2005 o então vereador Raul Marcelo desligou-se do Partido dos Trabalhadores, filiando-se ao PSOL. Nas Eleições estaduais em São Paulo em 2006 Raul Marcelo foi eleito deputado estadual com 35.670 votos. Quando Raul Marcelo assumiu o cargo de deputado estadual, Dr. Ismael, suplente do PT, que obteve 2.300 votos em 2004 assumiu a vaga, cumprindo o mandato até 31 de dezembro de 2008.

#### Representação numérica das coligações na Câmara Municipal
| Coligação   | Votos  | Votos válidos(%) | Número de Vereadores |
| PSDB        | 52.181 | 18,51            | 5                    |
| PT/PC do B  | 49.361 | 17,52            | 4                    |
| PFL         | 32.964 | 11,70            | 3                    |
| PV/PRONA    | 27.368 | 9,71             | 2                    |
| PL/PSL      | 26.919 | 9,55             | 2                    |
| PP/PDT/PTC  | 25.264 | 8,97             | 2                    |
| PPS/PSB/PRP | 19.475 | 6,91             | 1                    |
| PMDB/PSC    | 18.349 | 6,51             | 1                    |

A base do prefeito eleito Vitor Lippi, liderada pelo PSDB, foi maioria eleita na Câmara Municipal, com 9 cadeiras, compostas por Engº Martinez (PSDB), João Donizeti Silvestre (PSDB), Yabiku (PSDB), Moacir Luis (PSDB), Hélio Godoy (PSDB), Pra. Neusa Maldonado (PDT), Cantor Julio Cezar (PDT), Irineu Toledo (PL) e Cláudio do Sorocaba I (PL).
A coligação que apoiava o candidato Caldini Crespo elegeu 6 vereadores: Marinho Marte (PFL), Waldomiro de Freitas (PFL), Paulo Francisco Mendes (PFL), Jessé Loures (PV), Rodoviário Perotti (PV) e Carlos Cezar (PMDB). A coligação que apoiava o então candidato do Gabriel Bitencourt, elegeu 4 vereadores do PT, Raul Marcelo, Arnô Pereira, Tânia Baccelli e Francisco França. Por fim, a coligação do então postulante a prefeito Chaves Neto elegeu o vereador Ditão (PPS).